# Выборгский трамвай
Вы́боргский трамва́й — трамвайная система, функционировавшая в Выборге с 28 сентября 1912 года по 1 апреля 1957 года.  Являлась единственным электрическим трамваем на территории современной Ленинградской области.

## История

### Российскийпериод
Трамвайное депо было устроено на Фабричной улице (ныне — улице Морская Набережная).
- 28 сентября 1912 года — открытие движения по линии Папула — Абоский мост длиной 2,522 км

- 13 октября 1912 года — открытие второй линии

- 5 декабря 1912 года — открытие движения по линии Абоский мост — Нейтсютниеми длиной 1,1481 км

### Финскийпериод
В 1920 году в Выборге произошла крупнейшая в Финляндии трамвайная авария, когда при повороте со спуска сошло с рельсов два потерявших управление вагона, в результате чего погибло пять человек и не менее десяти человек пострадало.
- Ноябрь 1922 года — расширение маршрутной сети
- Сентябрь 1926 года — расширение маршрутной сети
- Октябрь 1937 года — расширение маршрутной сети
- 1 декабря 1939 года — прекращение эксплуатации в результате последствий бомбардировки Выборга советскими военно-воздушными силами[2]
- 16 декабря 1939 года — восстановление движения[2]
- 23 декабря 1939 года — прекращение эксплуатации в результате разрушения городского хозяйства финнами при отступлении[2]
- 13 марта 1940 года — Выборг занят советскими войсками

### Советскийпериод
- Май 1940 года — организовано Выборгское трамвайное управление

- 22 августа 1940 года — открытие движения по маршрутам Вокзал — Папула — Пожарная площадь и Вокзал — посёлок им. Ленина

- Весна 1941 года — открытие движения на линии Крепость — Пожарная площадь

- Август 1941 года — прекращение движения в результате взятия Выборга финской армией[2]

### Военный финский период
- 5 мая 1943 года — восстановление движения[2]

- 15 июня 1944 года — прекращение движения в результате штурма Выборга Красной армией[2]

### Послевоенный советский период
- 21 сентября 1946 года — восстановление движения
- Июль 1947 года — сдана в эксплуатацию вторая очередь городского трамвая: двухкилометровая линия Выборг — Крепостной мост — Госпитальная улица — Сорвали[3].
- Июнь 1948 года — начато восстановление третьей очереди трамвая (линии за железнодорожным мостом).
- Август 1952 года — введена в эксплуатацию линия длиной 0,8 км в Северный посёлок[3].
- 1953 год — в депо построен самоходный снегоочиститель пути.
- 1954 год — реконструирована трамвайная линия в районе Выборгского замка. Была ликвидирована линия по Пионерской и Крепостной улицам, что устранило опасность эксплуатации вагонов на сложном профиле Крепостной горы в зимний период. Новая линия взамен старой была проложена вдоль залива по Северной набережной от просп. Ленина до Крепостного моста. За 45 суток было проложено 650 метров нового пути по инициативе работников депо и без привлечения дополнительных ассигнований.
- 7 июня 1954 года — завершение реконструкции.
- Лето 1954 года — начато строительство оборотных колец у больницы и у молокозавода[3]. Одновременно была начата переделка некоторых вагонов на одностороннее управление. Вагоны были оборудованы кабинами вагоновожатых и стали иметь ступеньки для посадки пассажиров только с правой стороны.
- Ноябрь 1954 года — окончание строительства кольца у молокозавода[3].
- Конец 1954 года — начато строительство разъезда на Батальонной улице[3].
- Июнь 1955 года — начато строительство павильонов на остановках, проводится реконструкция путевого хозяйства: разбитое каменно-щебневое основание заменено на новое шпально-песчаное. Устанавливаются новые стрелки производства Ленинградского термитно-стрелочного завода. Удлинён двухпутный участок от коммунального банка до Рыночной площади.
- Февраль 1957 года — принято решение о закрытии трамвайного движения, мотивированное малой мощностью и технической отсталостью трамвайного хозяйства: «общая длина путей составляет лишь 12 км; свыше 60 % путей требуют замены; тяговая подстанция непригодна к дальнейшей эксплуатации; ежегодный убыток от трамвайного хозяйства составляет 500 тыс. руб.; трамвай требует больших финансовых вложений на реконструкцию и стесняет движение автотранспорта на узких улочках Выборга; намеченная реконструкция Крепостного моста приведёт к длительному прекращению трамвайного сообщения между центром и районной больницей»[3].
- 1 апреля 1957 года[3] — прекращение движения. Часть подвижного состава передана в Пятигорск.

## Память
Последние рельсы Выборгского трамвая на участке от рынка до Батарейной горы были убраны 10 июля 1957 года. Однако на Крепостной улице длительное время сохранялись три трамвайных рельса, которые были демонтированы в начале 2011 года. Также сохранился рельс у бывшего выезда из депо.
В финском городе Лаппеэнранта, в Музее Южной Карелии имеется макет Выборга по состоянию на сентябрь 1939 года, на котором изображены трамваи того времени.
В 2018 году в небольшом треугольном сквере, отделённом от основной части Театральной площади Банковским проездом, установлен памятник Выборгскому трамваю — макет в натуральную величину, включающий в себя также фигуры кондуктора и мальчика-безбилетника. В связи с этим сквер получил название Трамвайного. Памятник поставлен на исторические рельсы, взятые в бывшем трамвайном депо Выборга.